# Haidar Abu Bakr al-Attas
Haidar Abu Bakr al-Attas (em árabe: حيدر أبو بكر العطاس) (nascido em 5 de abril de 1939) foi nomeado primeiro-ministro do Iêmen pelo presidente Ali Abdullah Saleh, quando a República Democrática Popular do Iémen e a República Árabe do Iêmen foram unificadas em 1990 para formar o atual Iêmen; Al-Attas estabeleceu-se nessa posição até 1994.  Ele é um membro do Partido Socialista Iemenita.
Antes da unificação, al-Attas atuou como primeiro-ministro (1985-1986) e Presidente do Presidium do Conselho Popular Supremo (1986-1990) no Iêmen do Sul.
Quando Aden no Iêmen do Sul separou-se em maio de 1994, al-Attas serviu como primeiro-ministro da autoproclamada República Democrática do Iêmen até que a rebelião terminasse menos de dois meses depois.